# Coppa Italia 1961/1962
Patnáctý ročník Coppa Italia (italského fotbalového poháru) se konal od 27. srpna 1961 do 21. června 1962. Turnaj vyhrál poprvé v klubové historii Neapol, které hrálo v této sezoně ve 2. lize a ve finále porazilo SPAL 2:1. Nejlepšími střelci byli: Italové Egidio Fumagalli (Novara), Glauco Gilardoni (Neapol), Dante Micheli (SPAL), Italo Mazzero a Ettore Recagni (oba Mantova). Všichni vstřelili 3 branky.

## Účastníci

### Od 1. kola
- Alessandria
- Bari
- Brescia
- Catanzaro
- Como
- Cosenza
- Janov
- Lazio
- Lucchese
- Messina
- Modena
- Neapol
- Novara
- Parma
- Prato
- Pro Patria
- Reggiana
- Sambenedettese
- Simmenthal-Monza
- Verona

### Od 2. kola
- Atalanta
- Benátky
- Boloňa
- Catania
- Fiorentina
- Juventus
- Lecco
- Mantova
- Milán
- Padova
- Palermo
- Sampdoria
- SPAL
- Udinese

### Od osmifinále
- Inter
- Lanerossi Vicenza
- Řím
- Turín

## Zápasy

### 1. kolo
Zápasy byly na programu 27. srpna 1961.
Poznámky
|  | Postup do dalšího kola |

| Domácí           | Výsledek       | Hosté       |
| ---------------- | -------------- | ----------- |
| Brescia          | 3:1            | Como        |
| Lazio            | 3:1            | Janov       |
| Messina          | 2:1            | Cosenza     |
| Modena           | 2:1            | Reggiana    |
| Neapol           | 1:1 (6:5 pen.) | Alessandria |
| Parma            | 0:1 v prodl.   | Novara      |
| Prato            | 1:0            | Lucchese    |
| Sambenedettese   | 1:1 (3:4 pen.) | Catanzaro   |
| Simmenthal-Monza | 0:3            | Bari        |
| Verona           | 2:0            | Pro Patria  |

### 2. kolo
Zápasy byly na programu od 15. října 1961.
| Domácí     | Výsledek          | Hosté     |
| ---------- | ----------------- | --------- |
| Verona     | 2:2 (5:6 na pen.) | SPAL      |
| Novava     | 2:0               | Udinese   |
| Milán      | 0:1               | Modena    |
| Lecco      | 3:2 v prodl.      | Bari      |
| Padova     | 0:2               | Brescia   |
| Prato      | 2:3               | Juventus  |
| Lazio      | 1:0               | Palermo   |
| Neapol     | 0:0 (7:6 na pen.) | Sampdoria |
| Boloňa     | 1:1 (6:7 na pen.) | Catanzaro |
| Catania    | 1:0               | Messina   |
| Fiorentina | 2:0               | Atalanta  |
| Mantova    | 1:0               | Benátky   |

### Osmifinále
Zápasy byly na programu 25. dubna 1962.
| Domácí            | Výsledek          | Hosté      |
| ----------------- | ----------------- | ---------- |
| Lanerossi Vicenza | 1:2               | SPAL       |
| Inter             | 1:2               | Novara     |
| Lecco             | 4:1               | Modena     |
| Brescia           | 0:1               | Juventus   |
| Řím               | 0:0 (6:4 na pen.) | Lazio      |
| Turín             | 0:2               | Neapol     |
| Catanzaro         | 1:0 v prodl.      | Catania    |
| Mantova           | 4:1               | Fiorentina |

### Čtvrtfinále
Zápasy byly na programu od 30. dubna do 1. května 1962.
| Domácí   | Výsledek | Hosté     |
| -------- | -------- | --------- |
| Juventus | 3:0      | Lecco     |
| SPAL     | 3:1      | Novara    |
| Řím      | 0:1      | Neapol    |
| Mantova  | 3:0      | Catanzaro |

### Semifinále
Zápasy byly na programu 31. května 1962.
| Domácí | Výsledek | Hosté    |
| ------ | -------- | -------- |
| SPAL   | 4:1      | Juventus |
| Neapol | 2:1      | Mantova  |

### O 3. místo
| 21. červen 1962 | Mantova            | 1 – 0  | Juventus | Stadio Danilo Martelli, Mantova, Itálie |  |  |
| 21:00           | Mazzero 52 (pen.)' | Report |          | Diváci: 12 000 Rozhodčí: Iginio Rigato  |  |  |
|                 |                    |        |          |                                         |  |  |

### Finále
| 21. 6. 1962 17:30      |        |             |                                                       |
| Neapol                 | 2 : 1  | SPAL        | Stadio Olimpico, Řím, Itálie rozhodčí: Pietro Bonetto |
| Corelli 12' Ronzon 78' | Report | 16' Micheli | Stadio Olimpico, Řím, Itálie rozhodčí: Pietro Bonetto |

|               |    |                    |  |     |
|               |    |                    |  |     |
|               | 1  | Walter Pontel      |  | 46' |
|               | 2  | Giovanni Molino    |  |     |
|               | 3  | Mauro Gatti        |  |     |
|               | 4  | Antonio Girardo    |  |     |
|               | 5  | Rosario Rivellino  |  |     |
|               | 6  | Gianni Corelli     |  |     |
|               | 7  | Amos Mariani       |  |     |
|               | 8  | Pierluigi Ronzon   |  |     |
|               | 9  | Ugo Tomeazzi       |  |     |
|               | 10 | Achille Fraschini  |  |     |
|               | 11 | Juan Carlos Tacchi |  |     |
| Náhradník:    |    |                    |  |     |
|               | 12 | Pacifico Cuman     |  | 46' |
| Trenér:       |    |                    |  |     |
| Bruno Pesaola |    |                    |  |     |

|                    |    |                     |  |
|                    |    |                     |  |
|                    | 1  | Edo Patregnani      |  |
|                    | 2  | Manlio Muccini      |  |
|                    | 3  | Gennaro Olivieri    |  |
|                    | 4  | Adolfo Gori         |  |
|                    | 5  | Sergio Cervato      |  |
|                    | 6  | Osvaldo Riva        |  |
|                    | 7  | Carlo Dell'Omodarme |  |
|                    | 8  | Oscar Massei        |  |
|                    | 9  | Silvano Mencacci    |  |
|                    | 10 | Dante Micheli       |  |
|                    | 11 | Alberto Novelli     |  |
| Trenér:            |    |                     |  |
| Serafino Montanari |    |                     |  |

## Vítěz
| Coppa Italia Vítěz pro rok 1961/1962 |
| ------------------------------------ |
| SSC Neapol                           |
|                                      |